# Euphorbia pachypodioides
Espèce
Statut de conservation UICN

 CR (needs updating) B2ab(iii) : 
En danger critique
Synonymes
- Euphorbia antankara Leandri[1]

Euphorbia pachypodioides est une espèce de plantes à fleurs de la famille des Euphorbiacées endémique de Madagascar.